# 集会の自由
集会の自由（しゅうかいのじゆう）とは、人権としての自由権の一種であり、ある特定の課題に対する賛同者などの集団が、政府等の制限を受けずに一堂に会する自由を指す。
一般的に、広義の表現の自由の一環として理解・保護される。歴史的には、現行政府に反対する勢力が集会を行うことに対して、それを嫌う政府が集会を制限して活動を抑圧する例があることから、表現の自由の中でも、政治的活動の自由ないしは参政権の前提としての政治的側面を有する権利として理解されている。

## 概要
集会を催しまたそれに参加する自由は、自由主義や民主主義にとっての重要な権利である（結社の自由も参照。どちらも多数人の集団形成という点で一緒だが、結社は継続的、集会は一時的である）。1789年の米国憲法修正第1条、1966年の市民的及び政治的権利に関する国際規約（B規約、自由権規約）21条、1989年の児童の権利に関する条約15条にも定められている。
集会の自由が保障されない法体系下では特定の政党や団体が参加者への暴力的な制裁とともに禁止されている場合がある（チベット、国民民主連盟、法輪功など参照）。その場合には大抵政府に対する社会的な抗議も同様に禁止されている。
諸権利を階層的に（司法的に重要であり保護されるものを上として司法審査Judicial review等参照）みた場合多くの法体系においては一般的に集会の自由は法体系の頂点の層を占めている。
また集会の権利を重要と看做す人々からもテロや暴力を支援するグループを当局が正当に規制できると考えていることは注目に値する。
集会の自由が認められていない国、時代ではそれ自体が刑事犯罪として扱われる。集会の自由が認められている国でも、何らかの理由で集会が規制される例も多い。いずれの場合も参加者が勾留される場合もある。

## 日本
言論の自由と併せて自由民権運動の要求項目の一つであり、民主主義などの要件の一部と考えられて、日本国憲法第21条第1項で規定されている。

### 集会に対する規制

#### 公共空間における集会

##### パブリック・フォーラム論
パブリック・フォーラムとは、道路・公園・広場など伝統的に表現の自由に解放された空間を言う。
パブリック・フォーラムにおける表現活動の規制については、規制の目的がやむにやまれぬほど重要で、かつ、その目的に対して規制の手段が唯一といえるほどの関連性を要求する、厳格審査基準を用いるべきとされる。
この議論は、アメリカ合衆国における判例法理で唱えられてきたものである。
ただ、日本の最高裁判所でも、「吉祥寺駅構内ビラ配布事件」上告審判決の伊藤正己裁判官補足意見において援用された。但し、この補足意見におけるパブリック・フォーラム論は、アメリカ合衆国におけるものとは異なる、という指摘もある。
また、近年では、「金沢市庁舎前広場事件」上告審判決の宇賀克也裁判官反対意見においても予備的意見として示された。
しかし、この議論は、最高裁判所が法廷意見として援用したことはない。また、「金沢市庁舎前広場事件」上告審判決については、むしろパブリック・フォーラム論を否定したと捉える見解もある。

#### 街頭デモ行為

##### 届出制
街頭で行われるデモ行為については、都道府県の公安条例に基づく届出制が採られている。届けがない場合には公安条例違反や道路交通法違反（道路の無許可使用）で検挙されることがある。
届出制について、裁判所は新潟県公安条例事件（最高裁判所昭和29年11月24日大法廷判決）において、
- 一般的な許可制の禁止
- 合理的かつ明確な基準による許可制の容認
- 公共の安全に対する明らかな差し迫った危険（明白かつ現在の危険）があるときの不許可は合憲

という原則を出している。

##### 集団暴徒化論
1960年7月20日に下された「東京都公安条例事件」上告審判決において、最高裁判所は、「平穏静粛な集団であっても集団心理によって暴徒と化す危険があるため、公安条例で法と秩序を維持するに必要かつ最小限度の措置を設けることやむを得ない」と述べた。この判例法理は、集団暴徒化論といわれる。
だが、この法理については、当時の現実を背景とするとしても、あまりにも集団行動による表現行為の意義に無理解だとする批判も見られる。

#### 公の施設における集会

##### 敵意ある聴衆の法理
1995年3月7日に下された「泉佐野市民会館事件」上告審判決において、最高裁判所は、「主催者が集会を平穏に行おうとしているのに、その集会の目的や主催者の思想、信条に反対する他のグループ等がこれを実力で阻止し、妨害しようとして紛争を起こすおそれがあることを理由に公の施設の利用を拒むことは、憲法第21条の趣旨に反する」と判示した。この判例法理は、敵意ある聴衆の法理と呼ばれ、後の判例にも影響を及ぼした。
例えば、内ゲバで殺害されたJR総連幹部の葬儀使用について不許可処分とした「上尾市福祉会館事件」では、対立する者らの妨害による混乱が生ずるおそれがあるとは考え難く警察の警備等によってもなお混乱を防止することができない特別な事情があったわけではないとして、1995年3月15日に最高裁は処分を違法としている。
また、2007年3月には、日本教職員組合(日教組)はグランドプリンスホテル新高輪に翌年の教育研究全体集会に使う契約を申込み、5月に成立したが、11月にホテル側は右翼団体の街宣車などで他の客などに迷惑が掛かるとして、一方的に契約を破棄した。日教組側は右翼団体の妨害活動が行われることは事前に知らせていたとして提訴し、裁判所は解約の無効と使用させる義務があることを確認する仮処分を決定した。しかしプリンスホテルはこれに従わず、他の企業の予約を敢えて入れてまで、日教組を締めだし、その結果教育研究全体集会を開くことができなかった。日教組は損害賠償請求訴訟を提起し、2010年11月25日、東京高裁はプリンスホテル側に約1億2500万円の賠償を命じる判決を下した。

#### 公用施設における集会に対する規制
公用施設は、官公署の庁舎や公立学校の校舎など、主に公務の用に供するための施設を指す。これらの施設は、主に一般公衆の共同使用に供するための施設である道路や公園等の施設や、公会堂や公民館といった集会の用に供することを目的とした施設とは異なる。

##### 公立学校の校舎
2006年2月7日に下された「広島県教職員組合事件」上告審判決において、最高裁判所は、「公立学校の学校施設の目的外使用を許可するか否かは、原則として、管理者の裁量にゆだねられており、学校教育上支障がない場合であっても、行政財産である学校施設の目的及び用途と当該使用の目的、態様等との関係に配慮した合理的な裁量判断により許可をしないこともできる」のであって、「その判断が裁量権の行使としてされたことを前提とした上で、その判断要素の選択や判断過程に合理性を欠くところがないかを検討し、その判断が、重要な事実の基礎を欠くか、又は社会通念に照らし著しく妥当性を欠くものと認められる場合に限って、裁量権の逸脱又は濫用として違法となるとすべき」と判示した。

##### 地方公共団体の庁舎
2023年2月21日に下された「金沢市庁舎前広場事件」上告審判決において、最高裁判所は、地方公共団体の庁舎における政治的集会について、「公務の中核を担う庁舎等において、政治的な対立がみられる論点について集会等が開催され、威力又は気勢を他に示すなどして特定の政策等を訴える示威行為が行われると、金沢市長が庁舎等をそうした示威行為のための利用に供したという外形的な状況を通じて、あたかも被上告人が特定の立場の者を利しているかのような外観が生じ、これにより外見上の政治的中立性に疑義が生じて行政に対する住民の信頼が損なわれ、ひいては公務の円滑な遂行が確保されなくなるという支障が生じ得る」として、その規制の合理性を認めた。

### 占領下における規制
1950年（昭和25年）6月2日、連合国軍最高司令官総司令部と日本国政府は、東京都内の集会、デモを同年6月5日まで禁止した（6月4日には第2回参議院選挙があった）。6月5日には禁止期間を延長し、6月16日には全国的禁止に発展したが、日本国政府が折衝を行い、6月25日以降は占領軍占領目的違反のものを除き緩和された。

### 主な事件
- 皇居前広場事件（最高裁判所昭和28年12月23日大法廷判決）
- 東京都公安条例事件（最高裁判所昭和35年7月20日大法廷判決）
- 徳島市公安条例事件（最高裁判所昭和50年9月10日大法廷判決）
- 成田新法事件（最高裁判所平成4年7月1日大法廷判決）

## 香港
香港では香港特別行政区基本法第27条と人権法が平和的集会の自由を保障している。しかし、香港の公安條例では50人以上が公共の場所で組織的集会を開く場合、1週間以前に香港警察への申告が必要とされる。
政府の許可なしで行われる集会は、「非法集會」（不法集会）とされる。

## ホンジュラス
ホンジュラスでは、集会の自由などが憲法で保障されている。しかしながら2020年代に入るとマラス (ギャング)の活動が活発になり治安が急激に悪化。ギャングによるみかじめ料の徴集や抵抗する市民の殺害が相次いだ。ホンジュラス政府は2022年12月より、一定の条件下で集会の自由を含む自由権を制限する措置を発動、検挙活動を強化した。